# Lindsay Tarpley
Lindsay Tarpley, född den 22 september 1983 i Madison, Wisconsin, är en amerikansk fotbollsspelare. Vid fotbollsturneringen under OS 2008 i Peking deltog hon i det amerikanska lag som tog guld. 